# Notarzt

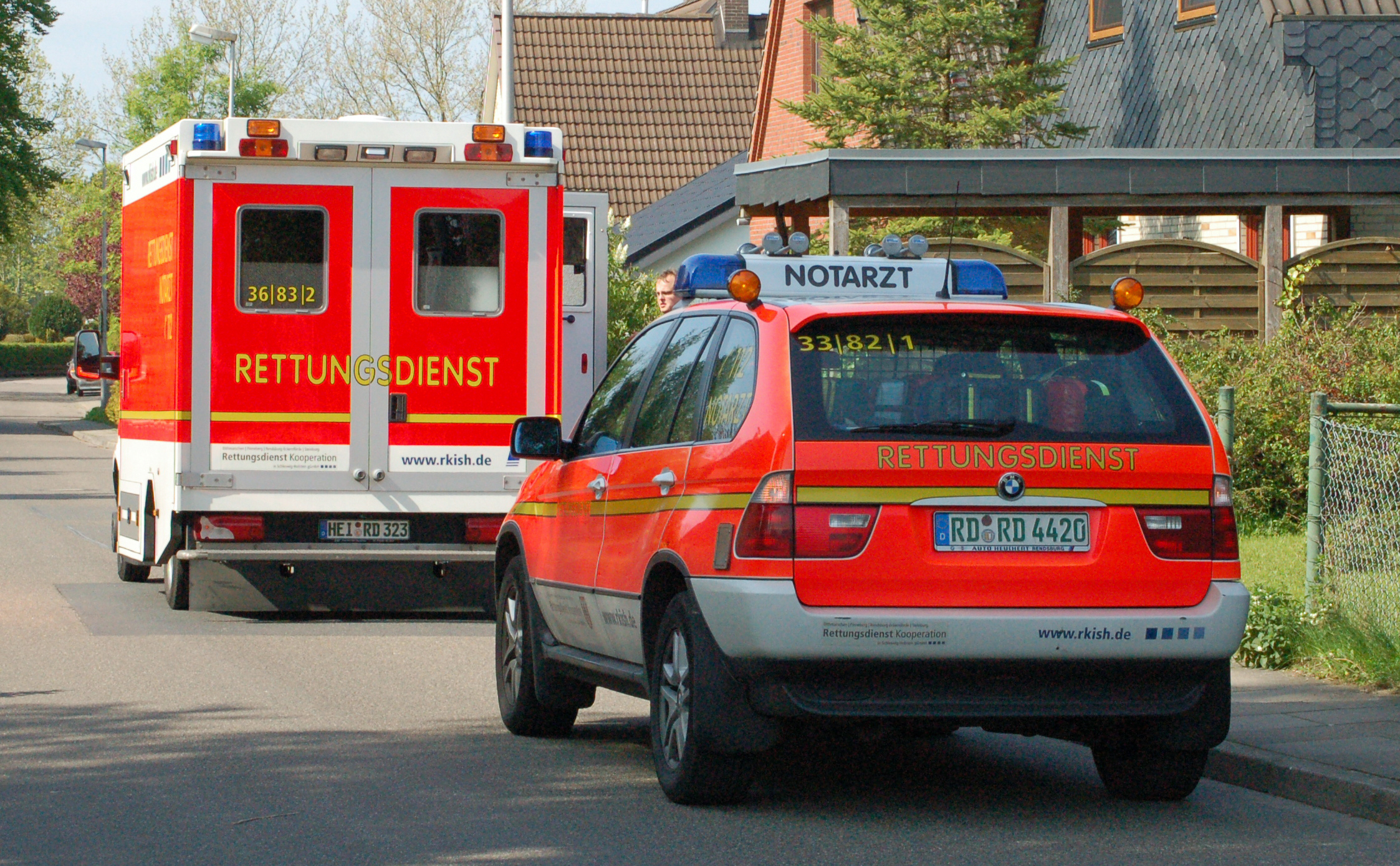
Notarzteinsatz per Notarzteinsatzfahrzeug

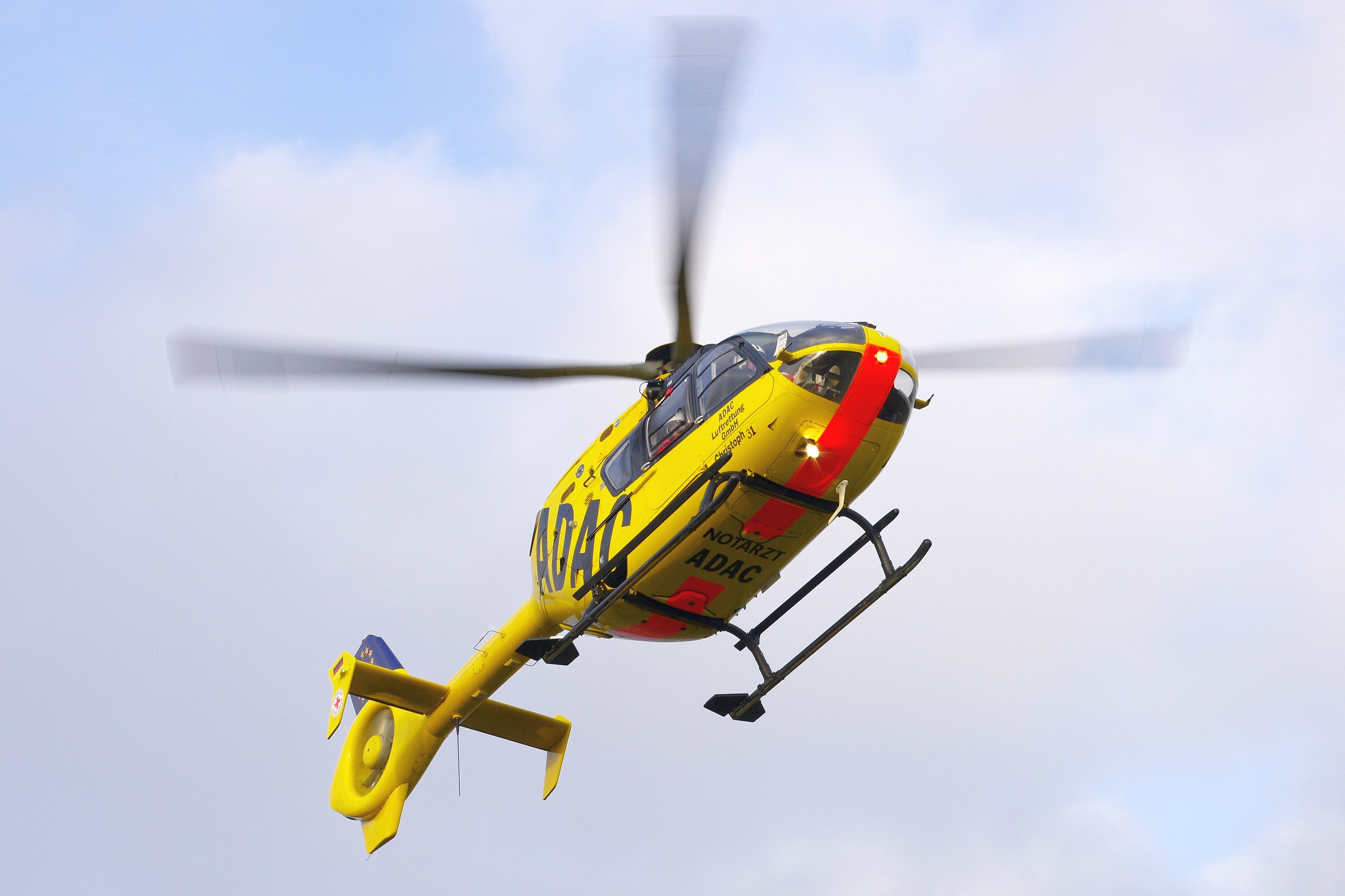
Notarzteinsatz per Hubschrauber

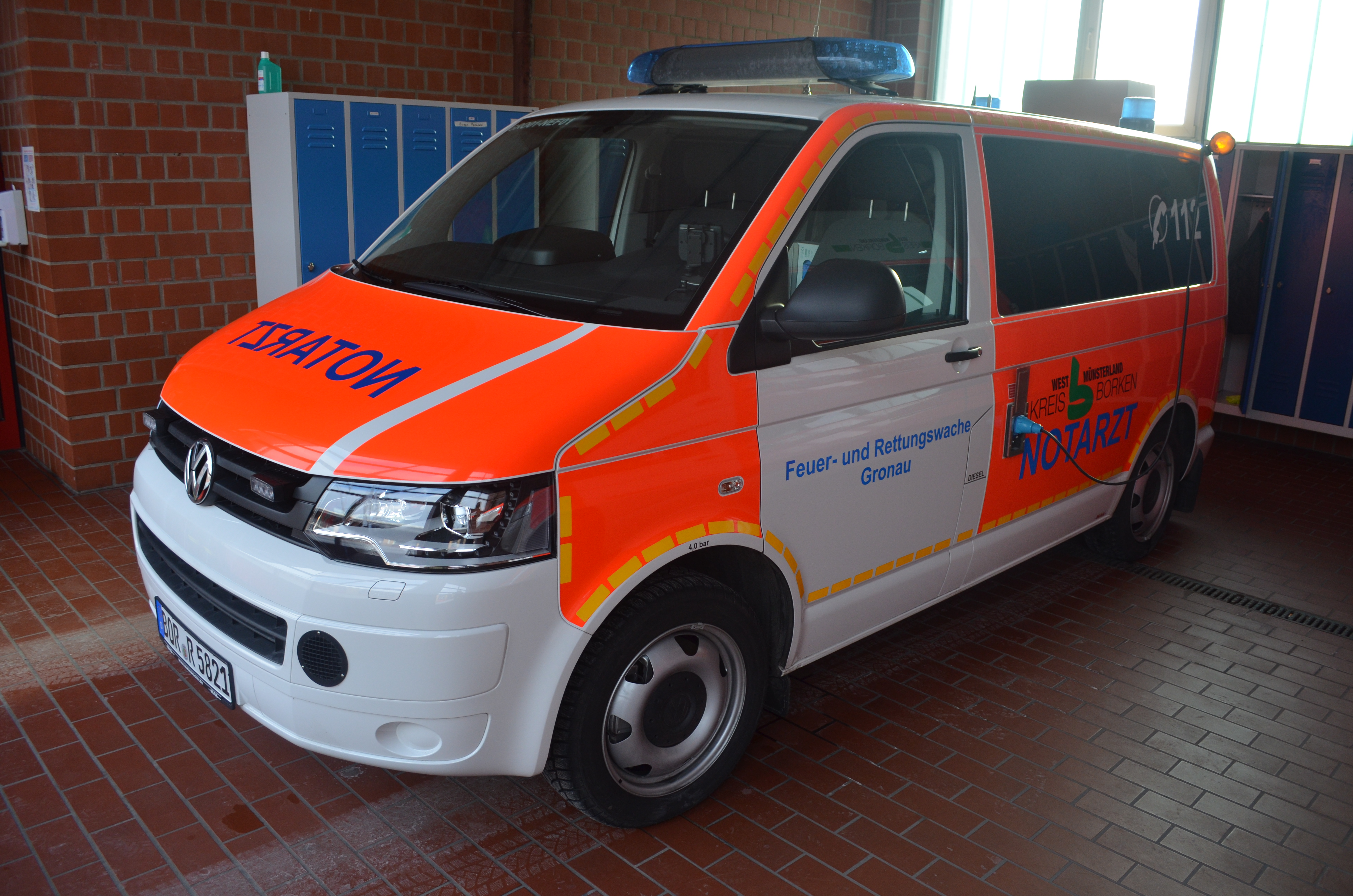
Notarzteinsatzfahrzeug auf VW-T5-Basis

Ein Notarzt ist ein Arzt mit einer entsprechenden Zusatzqualifikation, der bei akuten, lebensgefährdenden Erkrankungen oder Verletzungen eines Patienten mit bestimmten Transportmitteln (Notarzteinsatzfahrzeug, Notarztwagen, Rettungshubschrauber) in kürzestmöglicher Zeit zu diesem gelangen und ihn präklinisch (außerhalb des Krankenhauses) behandeln soll. Ihm stehen eine Reihe von Medikamenten und Gerätschaften zur Verfügung, um vor Ort tätig werden zu können. Dabei arbeitet der Notarzt im Team mit Notfallsanitätern, Rettungsassistenten oder Rettungssanitätern.
In Österreich (besonders in Tirol und Kärnten) gibt es im niedergelassenen Bereich die Organisationsform der Notarzteinsatzgruppe, in der mehrere niedergelassene Ärzte die notärztliche Versorgung in einem Gebiet gemeinsam sicherstellen. Diese Ärzte sind selbständig tätige Fachärzte oder Allgemeinmediziner mit Notarztqualifikation und entsprechender Ausrüstung. Sie sind nicht Teil des Rettungsdienstes und können im Anlassfall sowohl direkt als auch über die Leitstellen angefordert werden.

## Begriffsdefinition
Wer als Notarzt tätig ist, muss neben der ärztlichen Approbation über eine zusätzliche Qualifikation verfügen. In Deutschland handelt es sich heute  dabei um die Zusatzbezeichnung Notfallmedizin. Die Voraussetzungen zum Erwerb der Zusatzbezeichnungen sind in den Weiterbildungsordnungen der Länder reguliert und variieren (siehe Abschnitt #Ausbildung).
Ärzte, die in der Notaufnahme eines Krankenhauses arbeiten, müssen keine Notärzte sein. Insbesondere für leitende Ärzte von Notaufnahmen ist jedoch der Erwerb der Zusatzbezeichnung Klinische Akut- und Notfallmedizin möglich. Auch bei diesem handelt es sich aber nicht um den unter anderem von der Deutschen Gesellschaft für interdisziplinäre Notfall- und Akutmedizin (DGINA) geforderten Facharzt für Notfallmedizin.
Vom Notarzt abzugrenzen ist der (kassen)ärztliche Notdienst (allgemeinmedizinischer Bereitschaftsdienst in Tirol, Ärztefunkdienst oder Ärztenotdienst im übrigen Österreich, in der Schweiz auch Notfallarzt), der nicht Teil der Notfallrettung ist, sondern die allgemeinmedizinische Versorgung außerhalb üblicher Ordinationszeiten sicherstellt. Ärzte des Notdienstes müssen weder eine Notarztausbildung aufweisen, noch eine dementsprechende Ausrüstung mitführen.

## Statistik für Deutschland
In Deutschland wurden 2020/2021 im Jahr 13 Mio. Rettungseinsätze durchgeführt, das waren im Durchschnitt 158 Einsätze je 1.000 Einwohner pro Jahr. Rund 62 % davon waren Einsätze der Notfallrettung, die weiteren 38 % entfielen in die Einsatzart Krankentransport. Bei 2,2 Mio. der Notfälle wurde ein Notarzt hinzugezogen. Rund 8,4 Mio. Einsatzfahrten pro Jahr werden mit Sonderrechten durchgeführt. Zur Disposition und Alarmierung vergehen im Mittel 2,5 Minuten. Der Bundesdurchschnitt der mittleren Hilfsfrist lag 2020/21 bei 8,7 Minuten, 95 % aller Hilfsfrist-Einsätze wurden in 16,2 Minuten erreicht.
Der Notarzt mit Sonderrechten braucht ab Ende des Anrufs bis zum Eintreffen am Einsatzort in 30 % der Fälle unter 10 Minuten, in 50 % der Fälle unter 13 Minuten, im Mittel 16,5 Minuten, in 75 % der Fälle unter 20 Minuten, in 95 % der Fälle unter 41 Minuten.
Im Mittel verweilt der Notarzt 24,0 Minuten am Einsatzort. Im Mittel folgen 15,2 Minuten Transportzeit und 19,6 Minuten Verweilzeit am Transportziel. Insgesamt dauern Notfälle mit Notarztbeteiligung im Mittel 53,9 Minuten.

## Aufgaben
Aufgaben des Notarztes – in Zusammenarbeit mit weiterem Rettungsfachpersonal – sind:
- die Durchführung akut lebensrettender medizinischer Maßnahmen
- die Herstellung der Transportfähigkeit des Patienten
- die Linderung von Schmerzen
- die Begleitung und Überwachung des schwerverletzten oder schwerkranken Patienten beim Transport in ein geeignetes Krankenhaus
- gegebenenfalls der Abbruch der Hilfsmaßnahmen und/oder die Feststellung des Todes (siehe Todesbescheinigung)
- die Dokumentation des Notarzteinsatzes[7]

Der Notarzt wird von speziell ausgebildetem Rettungsdienstpersonal (Notfallsanitäter/Rettungssanitäter, in Deutschland teilweise noch Rettungsassistenten) begleitet und ist diesem Personal gegenüber in medizinischer Hinsicht weisungsbefugt. Notärzte werden jedoch nur bei einem Teil der Notfalleinsätze tätig; in Deutschland bilden die Notarztindikationskataloge die Empfehlung zur Notarztdisposition (siehe unten). Durch Weiterentwicklungen wie die Einführung des Notfallsanitätergesetzes, die Implementierung von Telemedizin sowie eine deutlich erweiterte Ausstattung der Rettungswagen wird dem Rettungsdienst zunehmend eine gestufte Notfallbehandlung ermöglicht, in der Notfallsanitäter als das am höchsten qualifizierte nichtärztliche Rettungsdienstpersonal eigenverantwortlich, d. h. ohne anwesenden Notarzt, auch invasive Maßnahmen am Einsatzort vornehmen dürfen.

## Einsatzindikationen
Nur bei Vorliegen bestimmter Meldebilder entsendet die Rettungsleitstelle zusätzlich zum Rettungswagen einen Notarzt. Je nach örtlichen und regionalen Begebenheiten und den Rettungsdienstgesetzen der Länder werden hierfür unterschiedliche Indikationskataloge verwendet. Die Bundesärztekammer hat zuletzt 2023 Empfehlungen für einen Indikationskatalog für den Notarzteinsatz herausgegeben, der die folgenden Punkte umfasst:
| ABCDE-Schema                                                              | Symptom-Abfrage Disponent | Beispiele für potenziell vital bedrohliche Störungen |
| ------------------------------------------------------------------------- | --- | --- |
| Atemweg                                                                   | Atemwege verlegt/verengt auffällige, ungewöhnliche Atemgeräusche | Aspiration schwere Mittelgesichtsverletzung Strangulation Schwellung im Zungen-/Rachenbereich (z. B. Epiglottitis, schwere Anaphylaxie, Inhalationstrauma), Komplikation bei Tracheostoma |
| Atmung/Beatmung                                                           | Atemstillstand ausgeprägte Atemnot ausgeprägte Zyanose auffällig langsame oder schnelle Atmung (Bradypnoe/Tachypnoe) Atembeschwerden bei Säugling/Kleinkind | akuter Asthmaanfall/Status asthmaticus Thoraxtrauma Lungenödem schwerer Pseudokrupp-Anfall |
| Kreislauf                                                                 | Kreislaufstillstand akuter starker Brustschmerz oder Brustschmerz mit relevanten Begleitsymptomen auffällig langsamer oder schneller Herzschlag (Bradykardie/Tachykardie) Kreislaufinstabilität (auffällig niedriger Blutdruck (Hypotonie)) stark erhöhter Blutdruck (Hypertonie) mit relevanten Begleitsymptomen | akutes Koronarsyndrom hämodynamisch relevante Herzrhythmusstörung (z. B. bei Defibrillator-Auslösungen, Stromunfall) Schock hypertensiver Notfall schwere Blutungen (z. B. gastrointestinal, Polytrauma, spritzende Extremitätenverletzung, Makro-Amputationen (proximal Handgelenk/Sprunggelenk)) penetrierende Verletzungen (z. B. Pfählungsverletzung am Körperstamm; scharfe Gewalt gegen Kopf/Hals/Rumpf) |
| Bewusstsein/neurologischer bzw. psychischer Status/neurologisches Defizit | Bewusstlosigkeit nicht ansprechbar/nicht erweckbar akute stärkste Kopfschmerzen mit neurologischen Ausfällen oder Nackensteifigkeit langanhaltende, generalisierte Krampfanfälle/auch Fieberkrämpfe akute Querschnittslähmung akute Psychose drohender Suizid | Apoplex/akute neurologische Ausfälle mit Vitalfunktionsstörung Status epilepticus Schädel-Hirn-Trauma mit Bewusstseinsstörung akute Hirnblutung Meningitis Intoxikation |
| Exponierung/besondere Einsatzlagen                                        | starker (nicht beherrschbarer) Schmerz unmittelbar beginnende oder stattgehabte Geburt abnorme Körpertemperaturen (Hypothermie/Hyperthermie) schwere thermische Verletzungen (mit größerer Ausdehnung und/oder mit Beteiligung des Gesichts) Verletzungen der Extremitäten mit grober Fehlstellung und/oder neurologischen Ausfällen und/oder Gefäßverletzung/Pulslosigkeit Unfall mit vermuteten schweren Verletzungen: - Fahrzeuginsasse herausgeschleudert - Fahrzeuginsasse eingeklemmt - Helmverlust von Zweiradaufsassen - Verkehrsteilnehmer mitgeschliffen/überrollt - Unfallfahrzeug neben der Fahrbahn und gegnerisches Fahrzeug mit Frontscheibenbruch besondere Einsatzlagen/Unfallmechanismen mit Personenschaden: - thermische, chemische (Explosions-)Unfälle - Brände/Rauchgasentwicklung - Sturz aus ≥ 3 m Höhe - Ertrinkungs-/Tauch-/Eiseinbruch-Unfall - Einklemmung oder Verschüttung - Geisel- oder Amoklage - MANV | |

Ein weiterer Notarztindikationskatalog wurde durch den Deutschen Berufsverband Rettungsdienst e. V. 2024 veröffentlicht.
Alle Indikationskataloge beziehen sich nur auf Frage einer initialen Disposition des Notarztes bei Eingang des Notrufs. Durch die am Einsatzort anwesende Rettungsmannschaft kann jederzeit ein Notarzt nachgefordert werden, wenn sie dies für gerechtfertigt ansieht. Dies kann beispielsweise bei einer Zustandsverschlechterung des Patienten bzw. einer kritischeren Sachlage als zunächst angenommen der Fall sein oder wenn zur Behandlung Maßnahmen notwendig sind, die vom Rettungsfachpersonal nicht beherrscht werden.

## Entwicklung

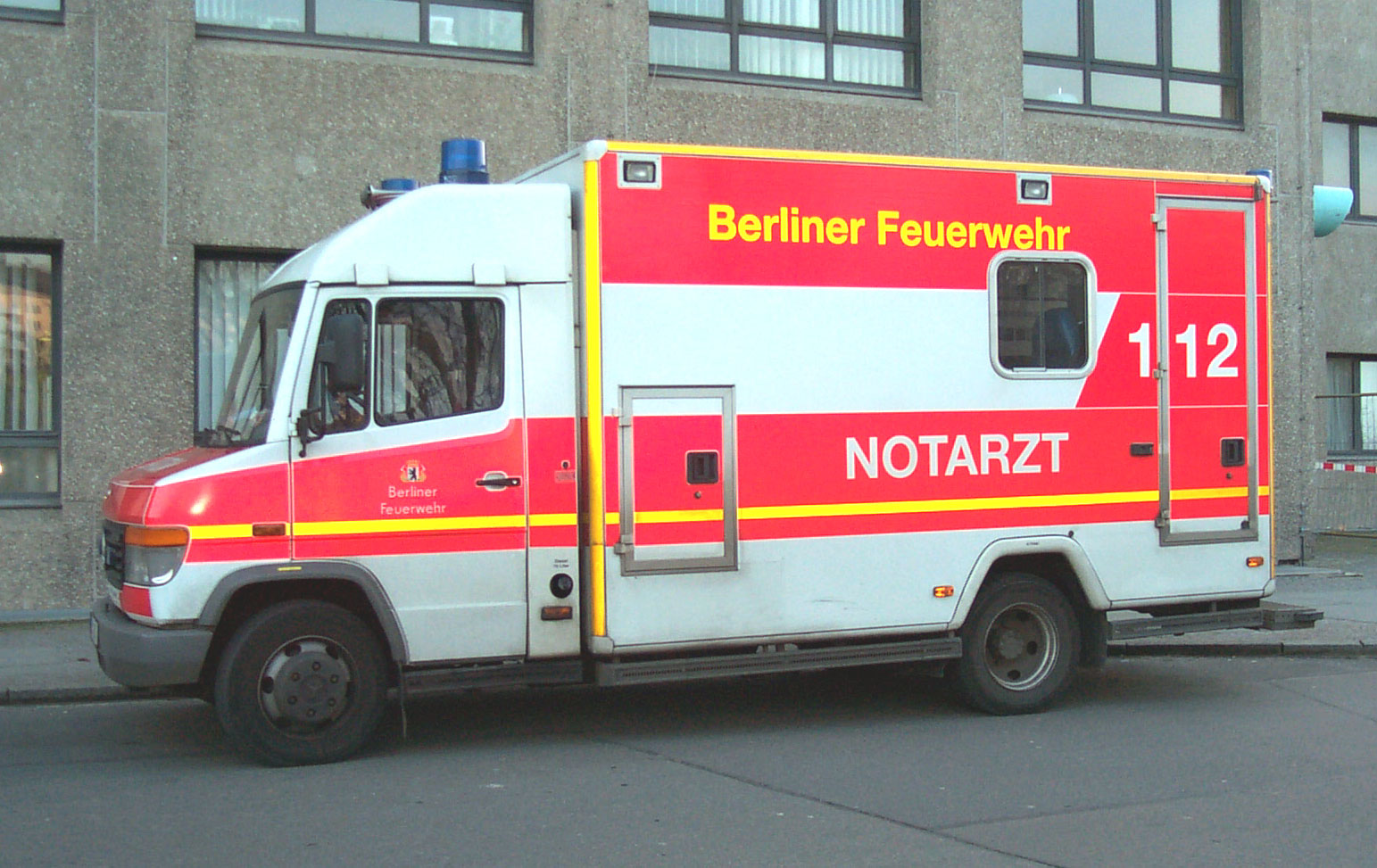
Notarztwagen (Bj. 2003) der Berliner Feuerwehr

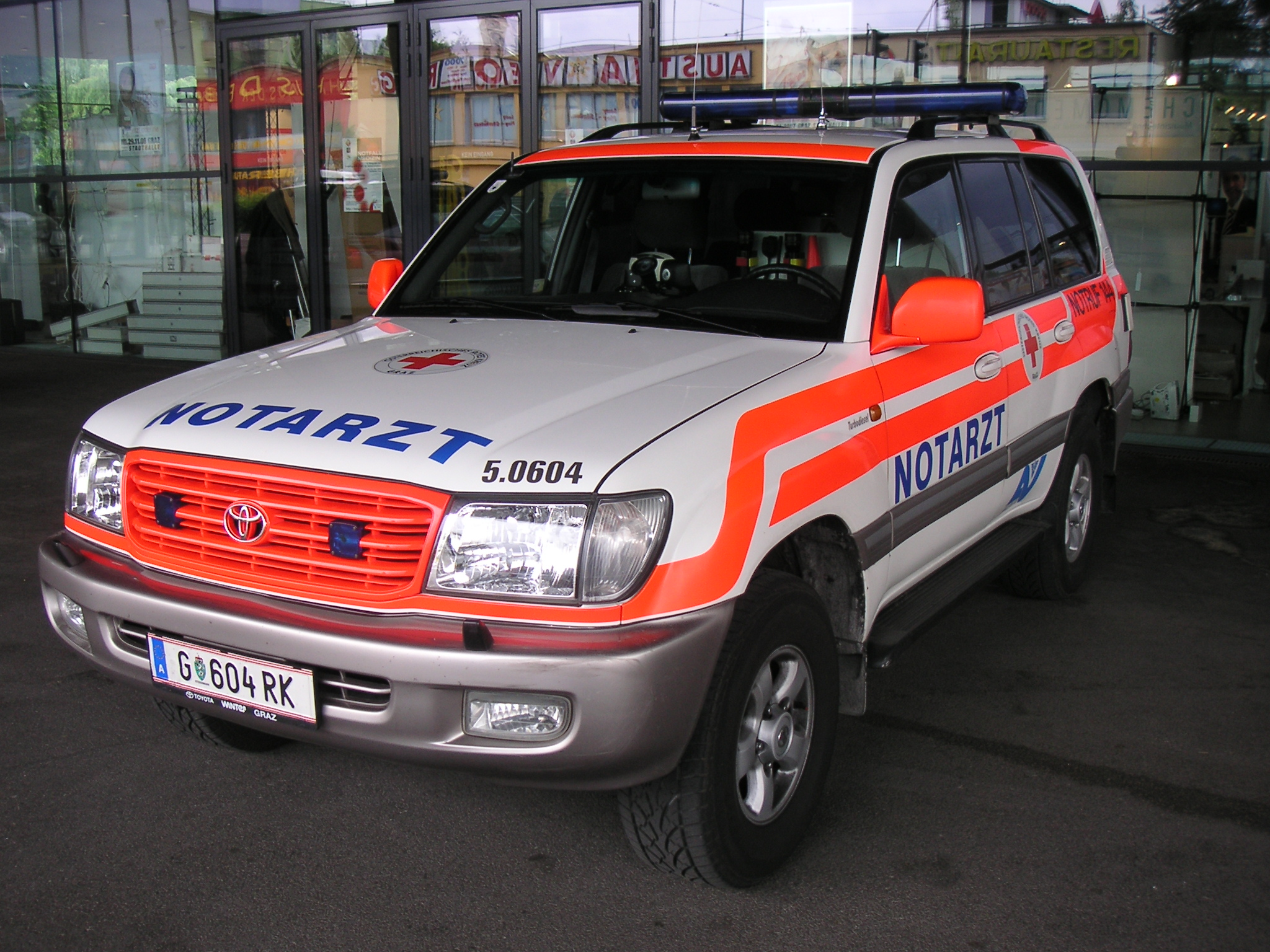
Notarzteinsatzfahrzeug in Graz (Steiermark), Österreich

In der Notfallmedizin wuchs die Erkenntnis, dass bereits vor Ort wichtige medizinische Maßnahmen geleistet werden müssen, um den Patienten für den Transport ins Krankenhaus zu stabilisieren und eine optimale nachfolgende Behandlung zu ermöglichen. In vielen Ländern wurden dafür nicht-ärztliche Helfer mit einer erweiterten Ausbildung qualifiziert, zum Beispiel im Paramedic-System der USA oder Großbritanniens. In Deutschland, Österreich und einigen anderen europäischen Staaten (u. a. Frankreich) wurde dagegen der Ansatz gewählt, Ärzte direkt vor Ort einzusetzen. In der Schweiz existiert beides. So verzichten hier aktuell (2022) die Kantone Aargau, Bern, Glarus, Graubünden, Schaffhausen grundsätzlich auf Notärzte, obwohl diese die Patientenversorgung verbessern könnten. Stattdessen werden teilweise Anästhesiepflege-Fachpersonen mit erweiterten Kompetenzen eingesetzt.
In Deutschland wurde im Juni 1957 in Köln erstmals ein Notarztwagen in Dienst gestellt. Zuvor war im gleichen Jahr durch die Universität Heidelberg erstmals ein fahrbarer Operationssaal mit ärztlichem Personal in Dienst gestellt worden. Das erste Notarzteinsatzfahrzeug in Deutschland war seit 7. April 1964 in Heidelberg im Einsatz. Es diente als Vorbild für die bundesweite Erstversorgung. Bis dahin war es üblich, den Patienten einfach aufzunehmen und so schnell wie möglich, aber weitgehend unversorgt, in ein Krankenhaus zu transportieren.
Wegweisend beim Zusammenwirken von medizinischer und technischer Hilfe war 1966 der von F. Holle, Rainer Fritz Lick und Heinrich Schläfer mit Unterstützung von Karl Seegerer (Oberbranddirektor in München) und später auch Ernst Kern (ab September 1969 Direktor der Chirurgischen Universitätsklinik und Poliklinik in Würzburg) ins Leben gerufene erste „Münchner Notarztdienst“. Heute verfügt Deutschland über ein abgestuftes Rettungsdienst-Konzept, das mit qualifizierten nicht-ärztlichen Einsatzkräften (Notfallsanitäter, Rettungsassistenten, Rettungssanitäter) und im Vergleich zu früher gut qualifizierten Notärzten je nach Art des Notfalls auf die Erfordernisse reagieren kann (siehe bereits oben unter „Aufgaben“). In der Bundesvereinigung der Arbeitsgemeinschaften der Notärzte Deutschlands e. V. (BAND) waren 2007 etwa 8.000 Notärzte organisiert. Der Rettungsdienst in Österreich ist ähnlich aufgebaut.
In der DDR wurde der Notarztdienst auch als Schnelle Medizinische Hilfe (SMH), abgeleitet vom russischen skoraja medizinskaja pomoschtsch, bezeichnet.
Seit 2023 verstetigt sich die Debatte darum, in welcher Form die flächendeckende Versorgung mit Notärzten in Deutschland bestehen bleiben soll. Im Zentrum steht die Frage, wie viele Einsätze eigenständig durch Notfallsanitäter erledigt werden können. Geht es nach der Analyse einer Regierungskommission beim Bundesgesundheitsministerium, reichen akademisch ausgebildete Notfallsanitäter in der Mehrheit der Fälle aus. Notärzte sollen „präklinisch nur in besonders komplexen Fällen“ und überwiegend per Rettungshubschrauber oder telemedizinisch „unterstützend eingesetzt“ werden. Während manche Vertreter der Notärzteschaft protestieren und vor „deutlichen Risiken“ für Patienten warnen, begrüßen andere notfallmedizinische Organisationen den Vorschlag des Bundesgesundheitsministeriums.

## Ausbildung

### Deutschland
Die Zusatz-Weiterbildung Notfallmedizin setzt in Deutschland nach der (Muster-)Weiterbildungsordnung der Bundesärztekammer eine zweijährige Weiterbildung in einem Gebiet der unmittelbaren Patientenversorgung im stationären Bereich bei einem zur Weiterbildung befugten Arzt voraus, davon sechs Monate in der Intensivmedizin, Anästhesiologie oder interdisziplinären zentralen Notfallaufnahme, zusätzlich die Teilnahme an 80 Stunden Kurs in allgemeiner und spezieller Notfallbehandlung und anschließend 50 Notarzteinsätze auf einem Notarzteinsatzfahrzeug oder Rettungshubschrauber unter Anleitung eines verantwortlichen Notarztes, wovon bis zu 25 im Rahmen eines standardisierten Simulationskurses erfolgen können. Die Inhalte dieser Musterweiterbildungsordnung sind allerdings nur eine Empfehlung für die rechtsverbindlichen Weiterbildungsordnungen der Landesärztekammern, die hiervon abweichende Regelungen treffen können.

### Österreich
In Österreich muss der Turnus bzw. die Facharztweiterbildung beendet sein (also das jus practicandi und damit die Erlaubnis zur selbstständigen Berufsausübung erreicht sein) und eine spezielle Notarztausbildung absolviert werden.

### Schweiz
Zur Anerkennung der notärztlichen Fähigkeiten existiert in der Schweiz der „Fähigkeitsausweis Präklinische Notfallmedizin / Notarzt (SGNOR)“, welcher von der Schweizerischen Gesellschaft für Notfall- und Rettungsmedizin vergeben wird. Zur Erlangung dieser Zusatzanerkennung ist eine dreijährige klinische, spitalgebundene Tätigkeit notwendig, davon mindestens ein Jahr Weiterbildung in Allgemeiner Innerer Medizin, Intensivmedizin, Kinder- und Jugendmedizin oder in einem chirurgisch-operativen Fachgebiet sowie ein Jahr in Anästhesiologie. Außerdem müssen sie  jeweils mindestens 60 Arbeitstage hauptamtlich in der Intensivmedizin und Notfallmedizin tätig sein, einen von der SGNOR anerkannten Notarztkurs, ACLS- und PALS-Kurs bestehen sowie mindestens 50 Notarzt-Einsätze, davon fünf in Begleitung, bei Patienten mit NACA-Score ≥ 4 absolvieren. Der Fähigkeitsausweis verliert seine Gültigkeit nach fünf (mit Fortbildungsnachweis sechs) Jahren zum Jahresende, allerdings ist eine (Re)Zertifizierung nicht zwingend notwendig. So hat laut einer Umfrage von 2021 in der Deutschschweiz etwa jeder fünfte Notarzt eine andere Ausbildung, in der Romandie sogar fast jeder zweite.

## Sonderformen

### Ärztlicher Leiter Rettungsdienst
Der Ärztliche Leiter Rettungsdienst (ÄLRD) ist medizinisch-organisatorisch für die Belange des Rettungsdienstes in seinem Bereich zuständig, z. B. für die Festlegung der medizinischen Ausrüstung (Medikamente usw.), für die Aus-/Weiter-/Fortbildung des Personals und für die Überwachung der einzuhaltenden Standards. Der ÄLRD ist meist selbst aktiv als Notarzt tätig.

### Leitender Notarzt
Der Leitende Notarzt (LNA) wird als medizinischer Einsatzleiter/Fachberater nach Gesetzeslage (je nach Bundesland) bei Großeinsätzen und Katastrophen eingesetzt. Er ist dann den medizinisch tätigen Kräften und anderen Ärzten weisungsbefugt und muss den Einsatz vor Ort aus medizinischer Sicht organisieren. In Ausnahmefällen kann der Leitende Notarzt auch in prekären medizinischen Situationen alarmiert werden, ohne dass eine Großschadenslage vorliegt. In der Regel beteiligt sich der Leitende Notarzt jedoch nicht an der unmittelbaren Patientenversorgung. In vielen Bundesländern wird er gemeinsam mit dem organisatorischen Leiter Rettungsdienst (OrgL) eingesetzt, der den Einsatz aus taktischer Sicht organisiert.

### Verlegungsarzt
Der Verlegungsarzt ist in Bayern ein auf einem Verlegungsarzteinsatzfahrzeug nach Art. 43 Abs. 5 BayRDG eingesetzter Arzt bei arztbegleiteten Patiententransporten mit Rettungswagen. Voraussetzung ist der Fachkundenachweis Rettungsdienst, bzw. die Zusatzbezeichnung Notfallmedizin. Durch die Bayerische Landesärztekammer können zusätzliche Qualifikationen gefordert werden. Von diesem Recht hat sie aber bisher keinen Gebrauch gemacht.

### Kindernotarzt

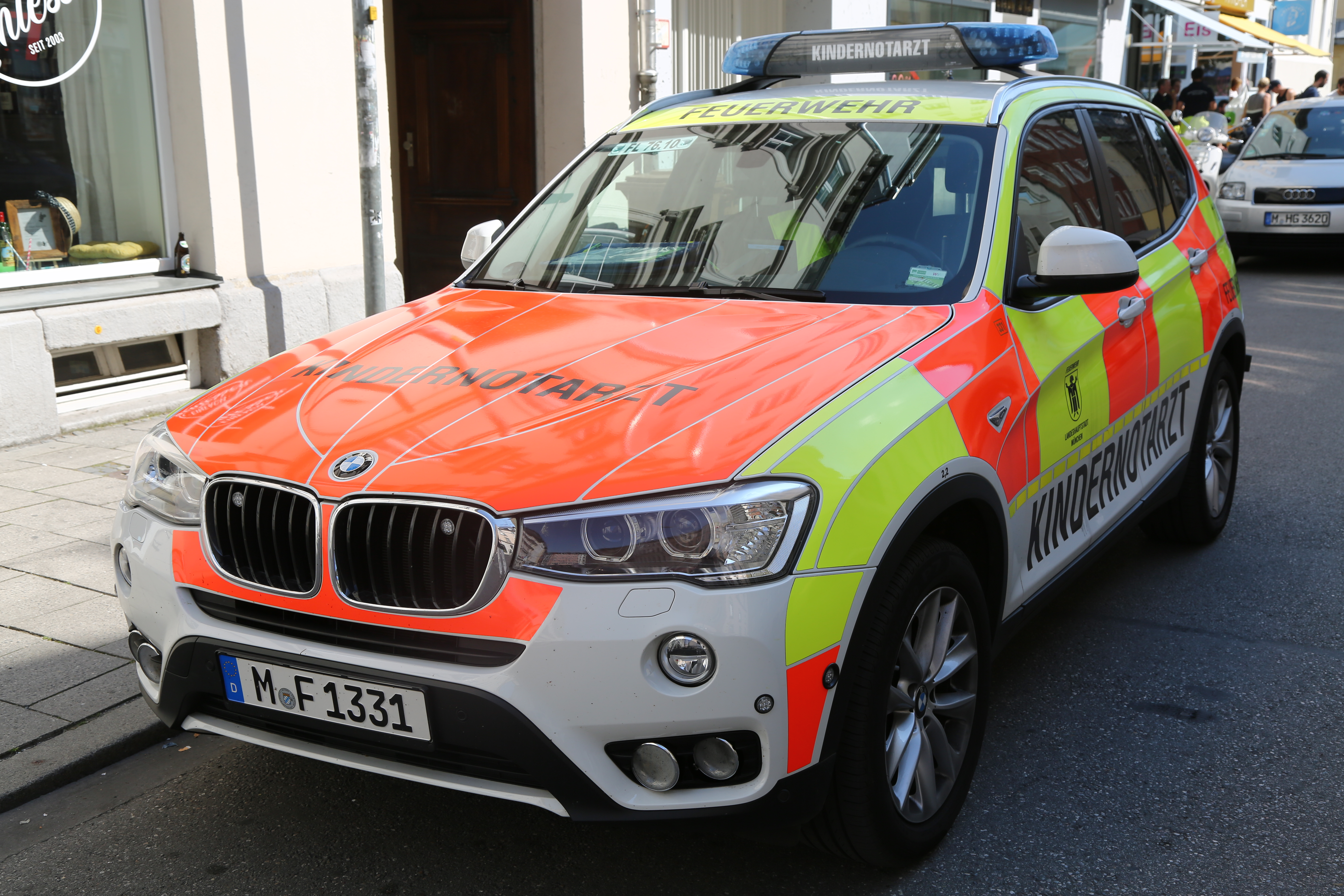
Kindernotarzt-Fahrzeug in München, 2019

In einigen Großstädten gibt es speziell qualifizierte Notfallteams für Kinderrettungseinsätze. In München halten die vier auf Kinderheilkunde spezialisierten Kliniken reihum einen Kinderarzt mit Zusatzqualifikation Notarzt in Bereitschaft. Das Kindernotarzteinsatzfahrzeug steht jeweils vor der diensthabenden Klinik.
Daneben gibt es noch Baby-Notarztwagen und Neugeborenen-Notärzte, die beim Transport von Neugeborenen eingesetzt werden. Die Gesellschaft für Neonatologie und Pädiatrische Intensivmedizin bietet dazu eine Weiterbildung für Ärzte an.

### Telenotarzt
Erstmals in Aachen wurde diese besondere Form des Notarztes eingesetzt, der lediglich telemetrisch die Daten des Patienten empfängt und mit den weiteren Einsatzkräften vor Ort telefonisch in Kontakt steht und Anweisungen geben kann. In zahlreichen Rettungsdienstgesetzen der Länder ist mittlerweile ein Auftrag an die Träger des Rettungsdienstes enthalten, eine Telenotarztversorgung aufzubauen (so etwa paradigmatisch § 4 Abs. 3 des Saarländischen Rettungsdienstgesetzes: „Ergänzend zur Vorhaltung der erforderlichen Notarztsysteme ist eine telemedizinische Begleitung der Notfallrettung sicherzustellen (Telenotarzt/Telenotärztin). Der Telenotarzt oder die Telenotärztin muss neben den Anforderungen nach Absatz 2 über eine mehrjährige Erfahrung im operativen Notarzt-Dienst verfügen.“)

## Trivia
Bei einer Umfrage unter Ärzten mit Notarztschein (um das Jahr 2000) äußerten diese als ihre größten Ängste vor Einsätzen zu
- 8 % mit Patienten mit Beatmungsproblemen,
- 16 % Massenunfall mit Verletzten, andere ähnlich häufig zu mehrfach Verletzten oder abgetrennten Gliedmaßen, aber
- 84 % bei Kindern.

Kritiker bemerken dazu, dass viele Notärzte noch nicht ausreichend für Kindernotfälle ausgebildet sind.